# Речі, які я не викинув
Речі, які я не викинув (пол. Rzeczy, których nie wyrzuciłem) — збірка есеїв Марціна Віхи, опублікована в 2017 році в Кракові у видавництві Wydawnictwo Karakter.

## Про книгу
Книга складається зі збірки есеїв, присвячених матері автора та їхнім непростим стосункам. Відправною точкою є час, коли після смерті матері, Віха мав навести порядок у її квартирі, вирішити, які речі та книги покійної залишити, а які викинути. Предмети викликають спогади, які стають змістом книги. Крім того, «Речі, які я не викинув» торкаються теми єврейської ідентичності, повсякденного життя в Польській Народній Республіці, трауру, родини, історії Польщі та польської інтелігенції.
Героїня книжки — Йоанна Рабановська-Віха (1946—2015), дочка діяча часів ПНР Яна Рабановського.

## Думки критиків
Книга була позитивно сприйнята критиками. Міхал Ногас назвав його універсальним текстом і вважав одним із найкрасивіших і найважливіших текстів, опублікованих у 2017 році. Юстина Соболевська похвалила її підігнаний, економний стиль і назвала його шедевром. Книжку також позитивно оцінили, серед інших: Юліуш Куркевич і Лукаш Найдер.

## Призи та нагороди
- 2018 — Паспорт «Політики» в номінації «Література»[3]
- 2018 — Літературна премія Ніке (премія журі)[10][13]
- 2018 — Літературна премія «Ніке» (премія читачів)[14]
- 2018 — номінація на Літературну премію Гдині в категорії «Есе»[15]
- 2018 — Літературна премія імені Вітольда Ґомбровича[16]